# 村上藩

『天保国絵図越後国新発田村上』天保9年（1838年）。国立公文書館デジタルアーカイブより。

村上藩（むらかみはん）は、越後国に存在した藩。藩庁は村上城（現在の新潟県村上市）。
豊臣政権下の1598年に村上家が当地に入ったが、1618年に改易された。外様大名の堀家3代を経て、譜代・親藩の大名家が次々に入れ替わった。1720年に内藤家が入り、以後廃藩置県まで9代150年にわたって内藤家が5万石の藩を統治した。

## 藩史

### 前史
平安時代、藤原氏の一族中御門家が支配する荘園が岩船郡（現在の村上市含む）にあり、これを小泉荘といった。これに後に新しい領域が加わり、古い地域を本庄、新しい地域は加納と呼ばれるようになる。
平安時代末期、源平争乱（治承・寿永の乱）を制した源頼朝が文治元年（1185年）に全国に守護・地頭を設置すると、小泉荘には秩父家が地頭に任命された。この秩父家は頼朝の重臣として源平合戦で抜群の戦功を立てた畠山重忠の弟重宗が祖である。本庄には秩父行長が入って本庄行長と改名し、その弟為長は加納の色部条（現在の村上市牧目の一部）に入って色部為長を名乗り、以後は土着した国人領主となった。本庄家は猿沢（現在の朝日村）を居所として極めて堅固な構えを築くが、狭い居住地域で不便だったため、明応年間（1492年から1501年）頃に村上に居所を移した。だが、当時の村上は未開拓だったため、本庄家は標高135メートルの独立峯の村上山一帯に堅城である村上城を築城した。この時の築城主は本庄房長である。だが房長は一族内紛の末に憤死し、跡を継いだ嫡子本庄繁長は内紛を制して越後北部に強大な勢力を築いた。
繁長は上杉謙信に仕えて鬼神とまで称された勇将であった。一時期は武田信玄に通じて謙信を裏切り大いに苦しめたこともある。だが降伏して許され、謙信没後は跡を継いだ養子景勝に仕え、景勝から竹に飛雀の紋と上杉景信の名跡を継ぐことを許され、上杉一門として優遇された（ちなみに竹雀の紋は本庄家と山浦家にしか許されなかった）。村上は上杉家の本拠春日山城に次ぐ軍事都市に発展し、天正16年（1588年）には本庄繁長は最上義光と戦って十五里ヶ原の戦いで最上軍を撃破し、庄内地方をも制圧した。繁長が天正18年（1590年）に村上を去ると、上杉家家老直江兼続の弟大国実頼の代官春日元忠が入った。
この村上は最上義光、伊達政宗ら奥州の雄を押さえるには戦略的に極めて重要な拠点となった。

### 村上家の時代
慶長3年（1598年）5月、上杉景勝が豊臣秀吉の命で会津に移封された後、堀秀治が越後の国主として春日山城に入った。このとき、秀治の与力大名として村上頼勝（義明とも）が加賀小松より9万石で入り、名称を村上と改めたのが村上藩の始まりである、とされている。ただ、これに関しては不確かなことが多い。理由としては村上家が2代しか続かず在城期間が短かったこと、江戸幕府の外様大名廃絶政策により取り潰されたため、史料が少なすぎるのが理由である。村上家の記録として存在するのは『徳川実紀』『廃絶録』『東武実録』などであるが、これらはいずれも江戸時代中期や後期にかけて成立した史書であり、さらに徳川方の史料であるから江戸時代前期、さらに取り潰された村上家の記録としては贔屓目に書かれている可能性などもある。この中で最も古いのが『東武実録』であるが、これは初代藩主を村上義明と記している。だが、原文では頼勝、忠勝の名はあるが義明の名は存在しないため、同書の誤記の可能性も指摘されている。
村上家の出自であるが、武田信玄に追われた北信濃の戦国大名村上義清の子で国清の弟とする説があり、12歳の時に加賀に赴いて丹羽長秀に仕えたとする。ただし国清の実弟ではなく義弟であるとされ、頼勝の実父は戸田武蔵守、母が義清の娘とする。新井白石は別説を唱え、家紋が丸に上の字で頼勝と同じである伊予の村上二郎の後胤と主張しているが、その経過は全く不明である。
頼勝は慶長5年（1600年）の関ヶ原の戦いでは東軍に与して越後に在国し、西軍に与した景勝が煽動して起こした越後一揆を鎮圧した戦功により、戦後、徳川家康から所領を安堵された。頼勝は村上城や城下町の拡張工事を行ない、領内の検地も実施して藩の支配体制を固めた。しかし元和4年（1618年）4月、頼勝の家督を継いだ養嗣子忠勝が家中騒動を理由に改易され、丹波国篠山の松平康重に預けられた。

### 堀家の時代
代わって越後蔵王堂から堀直寄が10万石で入る。直寄は、村上城のさらなる拡張や城下町の整備、領内の産業育成に努めたが、将軍家から脇備えを命じられていたこともあり、過大な常備兵力を維持する必要に迫られた。そのため、領内には苛酷な検地を実施し、幕府に対しては、10万石の内高を17万石であると過大申告している。しかし寛永15年（1638年）7月、直寄の長男・堀直次が直寄に先立って死去した。翌年6月29日に直寄も死去したため、堀氏の家督は直次の子・堀直定が継いだ。このとき、3万石が加増されるが、弟の堀直時に加増分をそのまま分与している。ところが直定も寛永19年（1642年）3月1日にわずか7歳で早世した。跡継ぎに直時を擁立する動きもあったが認められず、無嗣断絶となり、村上藩は廃藩となった。なお、直時の系統はその後村松藩として存続している。

### 譜代・親藩大名家の交代
正保元年（1644年）3月、遠江国掛川藩より「家康に過ぎたるもの」として有名な本多忠勝の孫に当たる本多忠義が10万石で入り、村上藩が再び立藩した。ところが忠義はわずか5年後の慶安2年（1649年）6月、陸奥国白河藩に移封された。
代わって結城秀康の孫に当たる松平直矩が、播磨国姫路藩より15万石で入る。直矩は城郭の大改築や城下町の拡張工事を行なうなどし、村上藩の最盛期を現出した。しかし、その費用の捻出のためか、領内の検地を過酷に実施、百姓の逃散などが続出している。しかし直矩も18年後の寛文7年（1667年）6月に旧領・姫路に戻された。
入れ替わりで姫路より榊原政倫が入る。同年10月、天守三層櫓が落雷のために焼失し、以後は天守が造営されることは無かった。政倫は天和3年（1683年）2月27日に死去し、代わって養嗣子の榊原政邦が跡を継いだ。宝永元年（1704年）5月28日、政邦は姫路に移封され、入れ替わりで姫路より本多忠孝（忠義の兄の子孫）が15万石で入った。ところが忠孝は一度も村上城に入ることなく、宝永6年（1709年）9月13日に早世した。忠孝には嗣子が無く、本来なら本多家は断絶となるところであったが、本多家は忠勝以来の名族であるということから、幕府の計らいにより一族の本多忠良が跡を継ぐことで家名存続が認められた。ただし、所領は15万石のうち5万石のみとされた。このため、村上藩では多くの家臣を抱えきれなくなり、侍と足軽合わせて430名ほどを解雇している。忠良は翌宝永7年、三河国刈谷藩に移封となった。代わって上野国高崎藩より松平輝貞が7万2000石で入った。輝貞は第5代将軍・徳川綱吉の下で活躍した人物だったが、代替わりして徳川家宣が将軍になると失脚し、この地に移された。村上越訴事件は、この輝貞の時代に起こっている。しかし将軍が徳川吉宗になると、輝貞は復権を許されて享保2年（1717年）2月、旧領の高崎に移された。
そして、5万石で新たに入ったのは家宣とその子・徳川家継の時代に新井白石と共に権勢を誇った間部詮房である。詮房は吉宗に嫌われて家継の死後、失脚していたが、これもいわゆる左遷とも言える。詮房は享保5年（1720年）7月に55歳で死去し、跡を弟で養嗣子となっていた間部詮言が継いだが、同年9月12日に越前国鯖江藩へ移封された。

### 内藤家の時代
そして、その後に内藤家が5万石で入ることで、ようやく藩主家が安定した。この内藤家は、徳川家康の異母弟という説もある内藤信成の系統である。第6代藩主・内藤信敦は寺社奉行・京都所司代、その子の第7代藩主・内藤信思は大坂城代・京都所司代・老中などを歴任している。信思の養嗣子で第8代藩主となった内藤信民は藩内における方針対立に苦しみながら、慶応4年（1868年）7月16日に早世した。このため村上藩は藩主不在となり、家老で佐幕派の鳥居三十郎が主導権を掌握する。三十郎は庄内藩と共に旧幕府軍に与して新政府軍と交戦したが、敗れて同年9月27日に降伏した。明治2年（1869年）2月、信民の跡を継いだ内藤信美は新政府より家督相続を認められ、同年6月には版籍奉還を行なって村上藩知事となる。そして明治4年（1871年）の廃藩置県により村上藩は消滅して村上県となり、同年11月には新潟県に吸収された。

## 歴代藩主

### 村上家
外様、9万石。
1. 村上頼勝（よりかつ）（村上義明とも）<従五位下。周防守>
2. 村上忠勝（ただかつ）<従五位下。周防守>

### 堀家（直政系）
外様、10万石。
1. 堀直寄（なおより）<従五位下。丹後守>
2. 堀直次（なおつぐ）<従五位下、兵部少輔>（直寄が寛永13年に隠居し家督を相続、2年後に亡くなる）
3. 堀直定（なおさだ）<不明>

### 本多家（忠勝系・分家）
譜代、10万石。
1. 本多忠義（ただよし）<従五位下。能登守>

### 結城松平家
親藩、15万石。
1. 松平直矩（なおのり）<従四位下。大和守。侍従>

### 榊原家
譜代、15万石。
1. 榊原政倫（まさとも）<従五位下。式部少輔>
2. 榊原政邦（まさくに）<従四位下。式部少輔>

### 本多家（忠勝系）
譜代、15万石→5万石。
1. 本多忠孝（ただたか）<なし>
2. 本多忠良（ただよし）<従四位下。中務大輔。侍従>

### 大河内松平家
譜代、7万2000石。
1. 松平輝貞（てるさだ）<従四位下。右京大夫。侍従>

### 間部家
譜代、5万石。
1. 間部詮房（あきふさ）<従四位下。越前守>
2. 間部詮言（あきとき）<従五位下。下総守>

### 内藤家（信成系）
譜代、5万石。
1. 内藤弌信（かずのぶ）<従四位下。豊前守>
2. 内藤信輝（のぶてる）<従五位下。紀伊守>
3. 内藤信興（のぶおき）<従五位下。紀伊守>
4. 内藤信旭（のぶあきら）<従五位下。豊前守>
5. 内藤信凭（のぶより）<従五位下。紀伊守>
6. 内藤信敦（のぶあつ）<従四位下。紀伊守。侍従>
7. 内藤信思（のぶもと）<従四位下。紀伊守。侍従>
8. 内藤信民（のぶたみ）<従五位下。豊前守>
9. 内藤信美（のぶとみ）<従五位下。豊前守>

## 幕末の領地
- 越後国
  - 三島郡のうち - 30村（うち22村を第1次新潟県、8村を柏崎県に編入）
  - 蒲原郡のうち - 83村（うち76村を第1次新潟県、6村を新発田藩に編入）
  - 岩船郡のうち - 81村

明治維新後に、蒲原郡70村（旧新発田藩領11村、会津藩領11村、黒川藩領5村、三日市藩領2村、菊間藩領1村、幕府領47村、内訳は水原代官所領40村、桑名藩預所7村）、岩船郡170村（旧会津藩領59村、一橋徳川家領17村、幕府領94村、内訳は旧水原代官所領3村、米沢藩預所91村）が加わった。なお相給も存在するため、村数の合計は一致しない。